# Taisnières-en-Thiérache
Taisnières-en-Thiérache é uma comuna francesa na região administrativa de Altos da França, no departamento do Norte. Estende-se por uma área de 8.5 km². Em 2010 a comuna tinha 472 habitantes (densidade: 55,5 hab./km²).